# Bollevika
Bollevika (norwegisch; englisch Bolle Bay) ist eine Bucht an der Westküste der Bouvetinsel. Sie liegt an der Südflanke der Landspitze Norvegiaodden.
Eine erste grobe Kartierung wurde 1898 von der deutschen Valdivia-Expedition (1898–1899) unter Leitung des Zoologen und Tiefseeforschers Carl Chun vorgenommen. Eine neuerliche Kartierung und die Benennung erfolgte im Dezember 1927 bei der Forschungsfahrt der Norvegia unter Kapitän Harald Horntvedt (1879–1946).